# Aubrieta hybrida
Aubrieta hybrida là một loài thực vật có hoa trong họ Cải. Loài này được Hausskn. mô tả khoa học đầu tiên năm 1893.